# コラード・ロマーノ
コラード・ロマーノ (Corrado Romano, 1920年1月18日 - 2003年11月5日)は、イタリア出身のヴァイオリン教師。
ミラノ出身。ベルリンでカール・フレッシュにヴァイオリン、パウル・ヒンデミットに作曲を学ぶ。1943年にジュネーヴ国際音楽コンクールのヴァイオリン部門で優勝を果たす。その後40年にわたってジュネーヴ音楽院で後進の指導に専念する。主な門下に、ウート・ウーギ、ドメニコ・ノルディオ、マウロ・イウラート等がいる。
| スタブアイコン | サブスタブ | この項目は、まだ閲覧者の調べものの参照としては役立たない、人物に関連した書きかけの項目です。この項目を加筆・訂正などしてくださる協力者を求めています（P:人物伝/PJ:人物伝）。 |